# نزار حسين راشد
ولد نزار حسين راشد في مدينة المفرق عام 1955. تنقل بينها وبين بلده الأصلي القدس-بيت اكسا. أنهى دراسته الثانوية في مدينة الزرقاء عام 1973. انتسب إلى نادي أسرة القلم الثقافي وكان له إسهامات وإلقاءات عديدة. حصل على ليسانس الأدب الإنجليزي من جامعة البنجاب في الهند، وعلى الماجستير في الاقتصاد من نفس الجامعة. التحق بكادر الجمارك الأردنية عام 1986 وتقاعد منها برتبة عميد جمارك عام2015.

## كتبه
له ثلاثة مؤلفات:
- «طقوس الحريّة»-رواية صادرة عن دار ورد-عمّان.
- صقيع وعشب «ديوان شعر» صادر عن دار ورد-عمّان
- مدخل إلى أزمة النقد الأدبي«دراسة نقدية»-صادرة عن دار الكرمل- عمّان.
- مجموعة شعرية باللغة الإنجليزيّة بعنوان"The little boy and the little joy" منشورة في مجلة الحوادث للعرب الامريكيين.

. أصدر رواية بعنوان«الطريق إلى أورشليم» سُجّلت رسمياً وأودعت في المكتبة الوطنية الأردنية-
نشر عدداً كبيراً من المقالات السياسيّة والأدبيّة والشعر والقصص القصيرة، في صحف: القدس العربي، راي اليوم، ثقافات، الحوادث للعرب الأمريكان ومجلة رسائل الشعر وغيرها.نشر مؤخّراً رواية «سنوات خدّاعات»: